# 蓄水池
蓄水池 (來自中古英語 cisterne; 來自拉丁語 cisterna, 來自 cista，意即：“box”; 來自古希臘語 κίστη (kístē)，意即：“basket”)是一個用於容納液體（通常是水）的防水容器。蓄水池通常是為了收集和雨水收集而建造的。為了防止洩漏，水箱通常用水泥砌成。
水箱與[井]的差別在於其防水襯裡。現代水箱的容量從幾公升到數千立方公尺不等，有效地形成了小型水庫。

## 起源

### 早期家庭與農業用途
房屋地板上的防水石灰灰泥蓄水池是黎凡特新石器時代村落遺址的特色，如拉馬德和萊布韋，到了西元前四千年末，在黎巴嫩東北部的賈瓦，蓄水池已成為旱地農業社區新興水管理技術的基本要素。
在以色列發現的古代蓄水池的早期例子包括在特爾夏佐爾(Tel Hazor) 的一項重大發現，那裡一座宮殿下方的基岩上刻有一個大型蓄水池，其歷史可追溯至青銅時代晚期。在塔阿納赫也發現了類似的系統。在鐵器時代，整個古代以色列的皇家中心和定居點都建造了地下水系統，標誌著城市規劃中最早的工程活動實例。
古羅馬的沖水池是房屋天井的標準特徵，下面通常有一個蓄水池。沖積層和相關結構收集、過濾、冷卻和儲存水，並為房屋提供冷卻和通風。

## 現今使用
蓄水池通常出現在水資源匱乏的地區，不是因為水資源稀缺，就是因為大量使用而耗盡。歷史上，水被用於多種用途，包括烹飪、灌溉和洗滌。由於對水質的擔憂，當今的水箱通常僅用於灌溉。當水用於消費時，今天的水箱還可以配備淨水器或其他水淨化方法。蓄水池以某種方式打開以收集雨水或包括更複雜的雨水收集系統的情況並不罕見。在這些情況下，重要的是要有一個不會讓水對藻類或蚊子開放的系統，這些藻類或蚊子會被水吸引，然後可能將疾病傳染給附近的人類。
舊金山發現了一種特別獨特的現代蓄水池利用方式，該地區歷史上曾遭受過毀滅性火災。作為預防措施，1850 年，政府撥款在全市建造了 100 多個蓄水池，以備發生火災時使用。舊金山的消防網路輔助供水系統(AWSS) 維護著一個由177 個獨立地下水箱組成的網絡，其容量從75,000 加侖（280,000 公升）到超過200,000 加侖（760,000 公升）不等，具體取決於位置和總儲存量水容量超過 1,100 萬加侖（4,200 萬公升）。這些蓄水池很容易在街道上被發現，人孔上標有“CISTEN S.F.F.D”，周圍環繞著紅磚圓圈或矩形。蓄水池與城市其他供水系統完全分開，確保在發生地震時，無論城市主線供水系統的狀況如何，都可以提供額外的備用水源。
有些蓄水池位於房屋頂部或高於房屋的地面上，提供房屋的自來水需求。它們通常由帶有電動泵的水井供水，或手動填充或透過卡車運輸，而不是透過雨水收集。例如，它們在巴西很常見，傳統上由混凝土牆製成（很像房屋本身），具有類似的混凝土頂部（約 5 厘米/2 英寸厚），有一塊可以拆下用於注水和然後重新插入以防止碎片和昆蟲進入。現代水箱由塑膠製成在巴西，水箱具有獨特的亮藍色、圓形，容量約為 10,000 公升和 50,000 公升。這些水箱與水箱的不同之處在於它們不是以一種形式完全封閉和密封，而是具有由與水箱相同的材料製成的蓋子，使用者可以將其移除。
為了保持清潔的供水，水箱必須保持清潔。重要的是定期檢查它們，保持它們密閉，偶爾清空它們，用適當稀釋的氯清潔它們，並徹底沖洗它們。必須檢查井水是否含有來自地源的污染物。城市水中添加了高達 1ppm（百萬分之一）的氯，以保持水的清潔。如果任何一點（水源到水龍頭）的供水有任何問題，則水箱中的水不應用於飲用或烹飪。如果其品質和一致性合格，則可用於（1）廁所和房屋清潔（2）淋浴和洗手（3）用適當的衛生方法清洗餐具，為了達到最高品質（4）烹飪和飲用。上述用途的水質不可接受的水仍可用於灌溉。如果水不含顆粒但細菌含量不夠低，那麼煮沸也可能是製備飲用水的有效方法。
許多溫室依賴蓄水池來滿足用水需求，尤其是在美國。一些國家或地區，例如佛蘭德斯、百慕達和美屬維京群島，有嚴格的法律要求在任何新建建築旁建造雨水收集系統，在這些情況下可以使用蓄水池。例如，在百慕達，房屋上常見的白色階梯屋頂是雨水收集系統的一部分，水透過屋頂排水溝輸送到地下蓄水池。日本、德國和西班牙等其他國家也為安裝水箱提供財政誘因或稅收抵免。 水箱也可用於在供水不足的地區儲存消防用水。值得注意的是，舊金山市在街道下保留了消防蓄水池，以防主要供水中斷。在許多平坦地區，鼓勵使用蓄水池來吸收多餘的雨水，否則可能會因大雨而使污水或排水系統超載（尤其是在城市地區，那裡有很多地面，不允許地面吸收水）。

## 洗澡
在馬來西亞和印尼等一些東南亞國家，傳統上淋浴是用勺子將水倒在身體上（這種做法在自來水供應普遍之前）。即使在現代房屋中，許多浴室也建有一個小水箱，用這種方法來盛水洗澡。

## 廁所水箱
現代馬桶利用水箱來儲備和保存沖馬桶所需的適量水。在早期的廁所中，水箱位於馬桶上方的高處，並透過一根長管道與其連接。為了沖馬桶，需要拉動連接到水箱內釋放閥的懸吊鏈。現代馬桶可能是「緊密結合」的，水箱直接安裝在抽水馬桶上，沒有中間管道。在這種佈置中，沖水機構（槓桿或按鈕）通常安裝在水箱上。也有隱藏式水箱廁所，即水箱建在廁所後面的牆上。沖水槽是一種水箱，用於同時服務多個馬桶。然而，這些水箱正變得越來越不常見。水箱是現代坐浴盆的起源。

## 百萬蓄水池計劃
巴西政府於2013年採取了雨水收集的新政策。在巴西東北部地區，百萬蓄水池計畫（「Programa 1 Milhão de Cisternas」或「P1MC」）幫助當地人民進行水管理。半乾旱連接(ASA) 一直在提供管理和技術支持，以建立水泥層容器（稱為蓄水池），為ASA 開展業務的9 個州的34 個地區的小型農場主收集和儲存雨水（米納斯吉拉斯州、巴伊亞、塞爾希培州、阿拉戈斯、伯南布哥、帕拉伊巴、北里約格朗德州、塞阿拉和皮奧伊州）。
落在屋頂上的雨水會透過管道或排水溝引導並儲存在蓄水池中。 水箱蓋上蓋子以避免蒸發。每個水箱容量為 16,000 公升。雨季 3 至 4 個月期間收集的水可以滿足其餘旱季的飲用、烹飪和其他基本衛生目的的需求。到 2016 年，僅建造了 120 萬個雨水收集箱供人類使用。 在 P1MC 取得積極成果後，政府推出了另一個名為「一地兩水計畫」的計劃，為農民提供另一個板式蓄水池來支持農業生產。

## 外部連結
维基共享资源上的相關多媒體資源：蓄水池
- Old House Web （页面存档备份，存于） - Historic Water Conservation.